# Civiele Lijst van de Koning
De Civiele Lijst van de Koning bevat in België alle middelen die de natie ter beschikking stelt van het staatshoofd om hem of haar in staat te stellen de koninklijke functie in alle morele en materiële onafhankelijkheid uit te oefenen.
De lijst bevat enerzijds een forfaitaire onkostenvergoeding die eens en voor altijd wordt vastgelegd en geeft de koning anderzijds een gebruiksrecht op de koninklijke gebouwen om hem in staat te stellen het land permanent te vertegenwoordigen met de noodzakelijke waardigheid en luister.

## De onkostenvergoeding
Als onkostenvergoeding moet de Civiele Lijst de koning in staat stellen in volledige onafhankelijkheid alle uitgaven te verrichten die inherent zijn aan de uitoefening van de koninklijke functie. Deze uitgaven behelzen personeelskosten en werkingskosten. De personeelskosten (67%) gaan naar salarissen, uitkeringen, vergoedingen en sociale bijdragen. De werkingskosten omvatten onder meer de administratiekosten (3%), de verwarmings- en onderhoudskosten voor de koninklijke verblijven en het meubilair (17%), de kosten voor het autopark (4%) evenals de persoonlijke uitgaven en representatiekosten (6%) van de koning en de koningin.
De Civiele Lijst wordt vastgelegd voor de volledige duur van het koningschap. De Civiele Lijst van koning Albert II werd in 1993 vastgelegd op 244.000.000 frank per jaar. Voor koning Filip bedraagt de Civiele Lijst 11.554.000 euro per jaar. Dit bedrag wordt driejaarlijks aangepast overeenkomstig de reële evolutie van de loonkosten. Sinds 2013 zijn op de aankopen met middelen uit de Civiele Lijst btw en accijnzen verschuldigd.
Los van de Civiele Lijst krijgen prinses Astrid en prins Laurent een eigen dotatie. De dotatie moet het leden van de koninklijke familie mogelijk maken hun functie als lid van de monarchie met de nodige waardigheid uit te oefenen.

## Gebruiksrecht op de koninklijke gebouwen en domeinen
Het Koninklijk Paleis van Brussel en het Kasteel van Laken worden conform de Civiele Lijst ter beschikking gesteld van de koning. In het kader van de Koninklijke Schenking worden sommige andere residenties en verblijven ter beschikking gesteld van de koning. De residentie "Le Romarin", gelegen in de Franse gemeente Châteauneuf de Grasse, is privé-eigendom van koning Albert.

## De intendant van de Civiele Lijst
De intendant van de koning staat in voor de leiding over en het beheer van de materiële en financiële middelen alsook het personeel van de hofhouding van de koning. Hij wordt bijgestaan door de commandant van de koninklijke paleizen, de schatbewaarder van de koning en de adviseur voor de projecten en studies die hem worden toevertrouwd.
De intendant van de koning vervult eveneens de functie van adviseur van de koning op het terrein van "energie, wetenschappen en cultuur" alsook die van beheerder van de jachtrechten van de koning.